# Quercus phillyreoides
Quercus phillyreoides là một loài thực vật có hoa trong họ Cử. Loài này được A.Gray miêu tả khoa học đầu tiên năm 1859.

## Hình ảnh

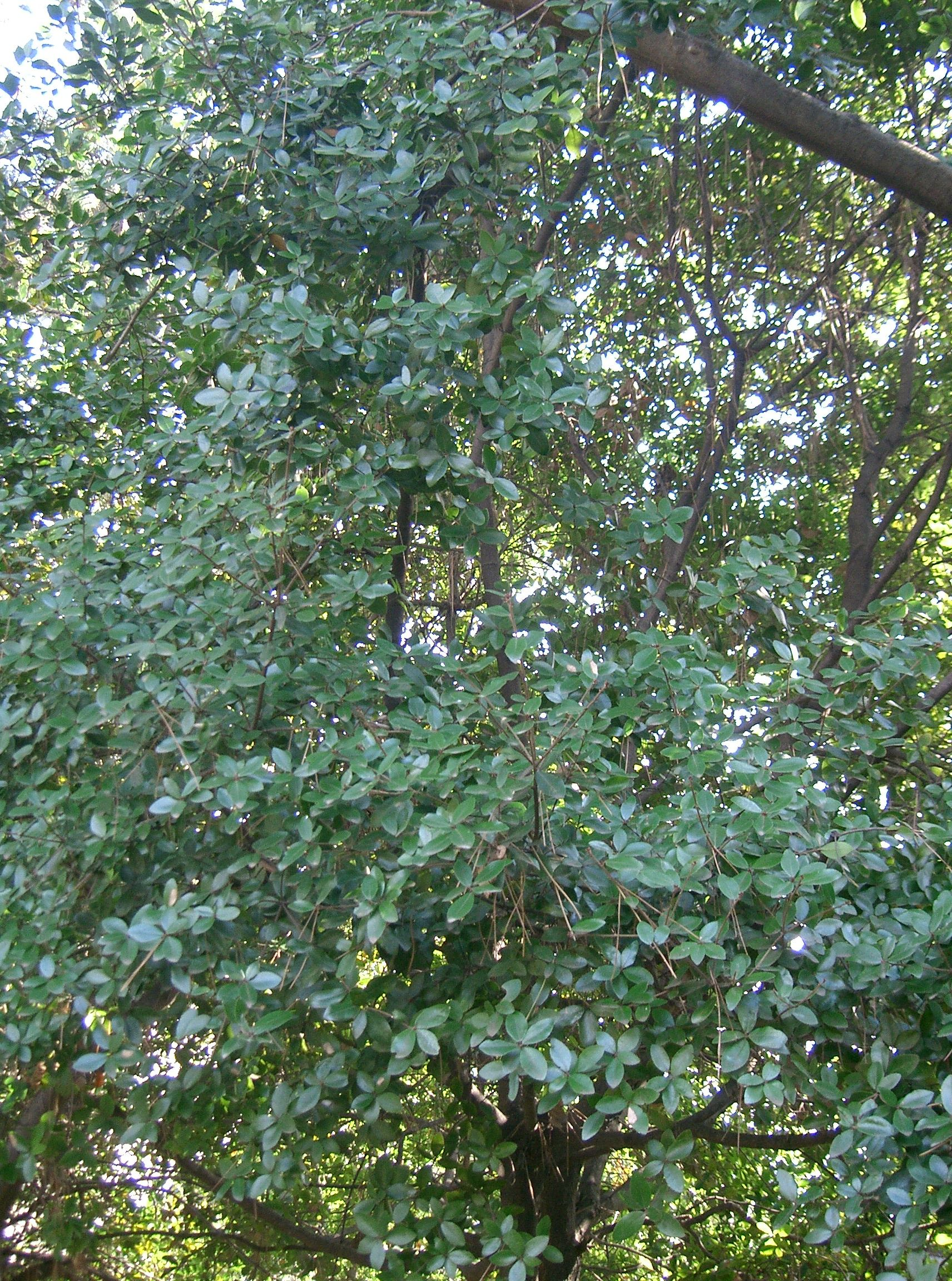
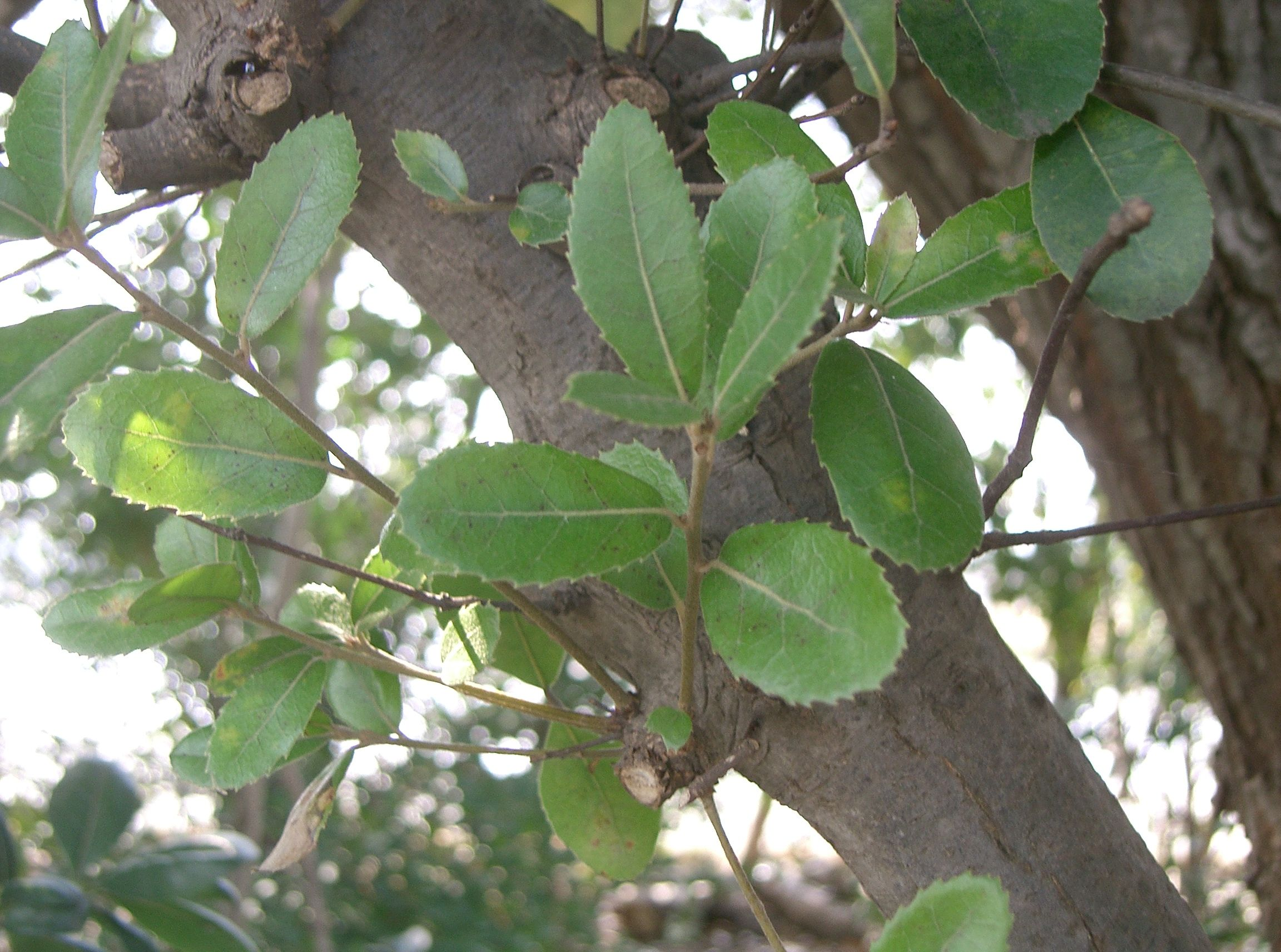
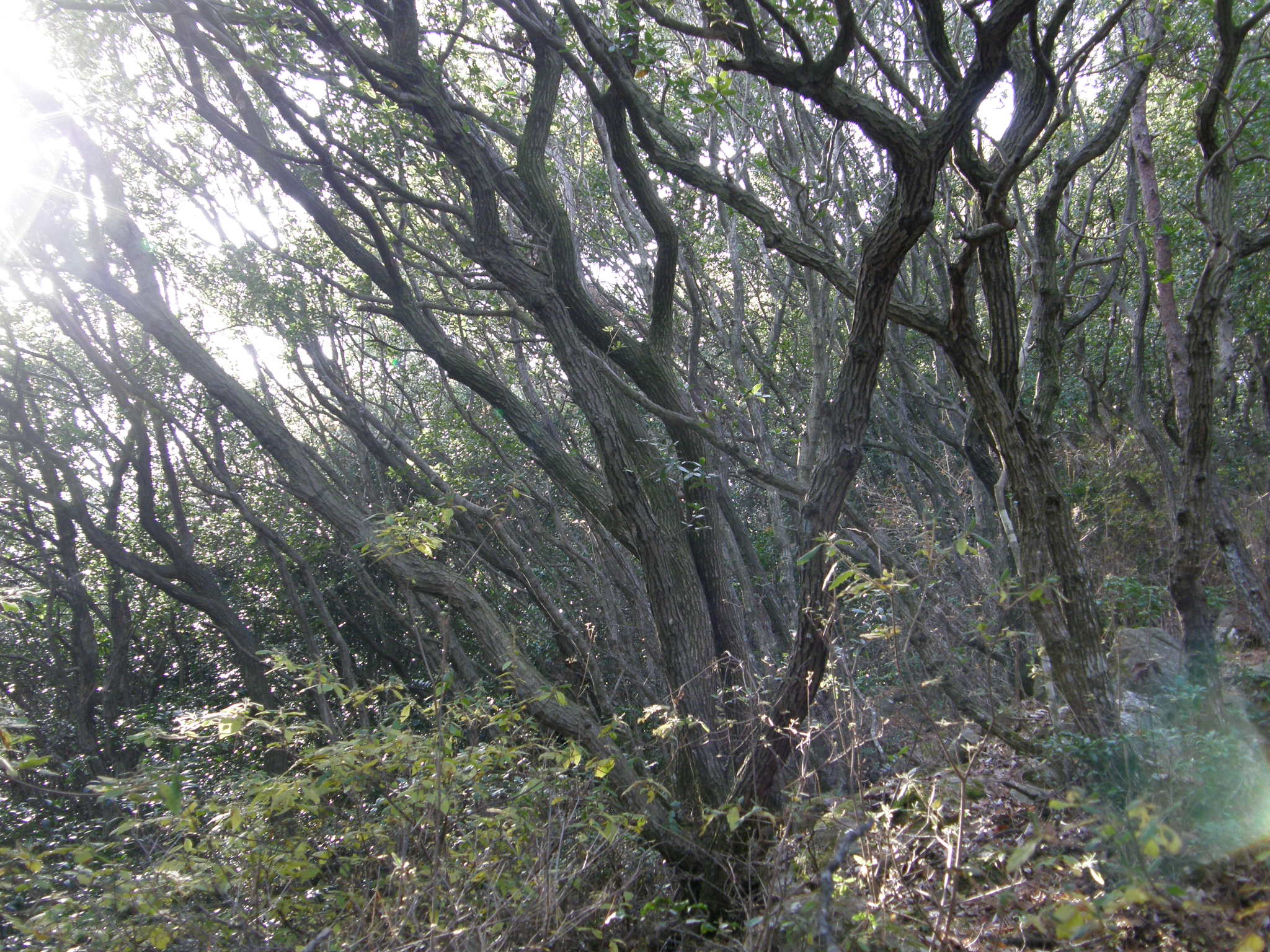
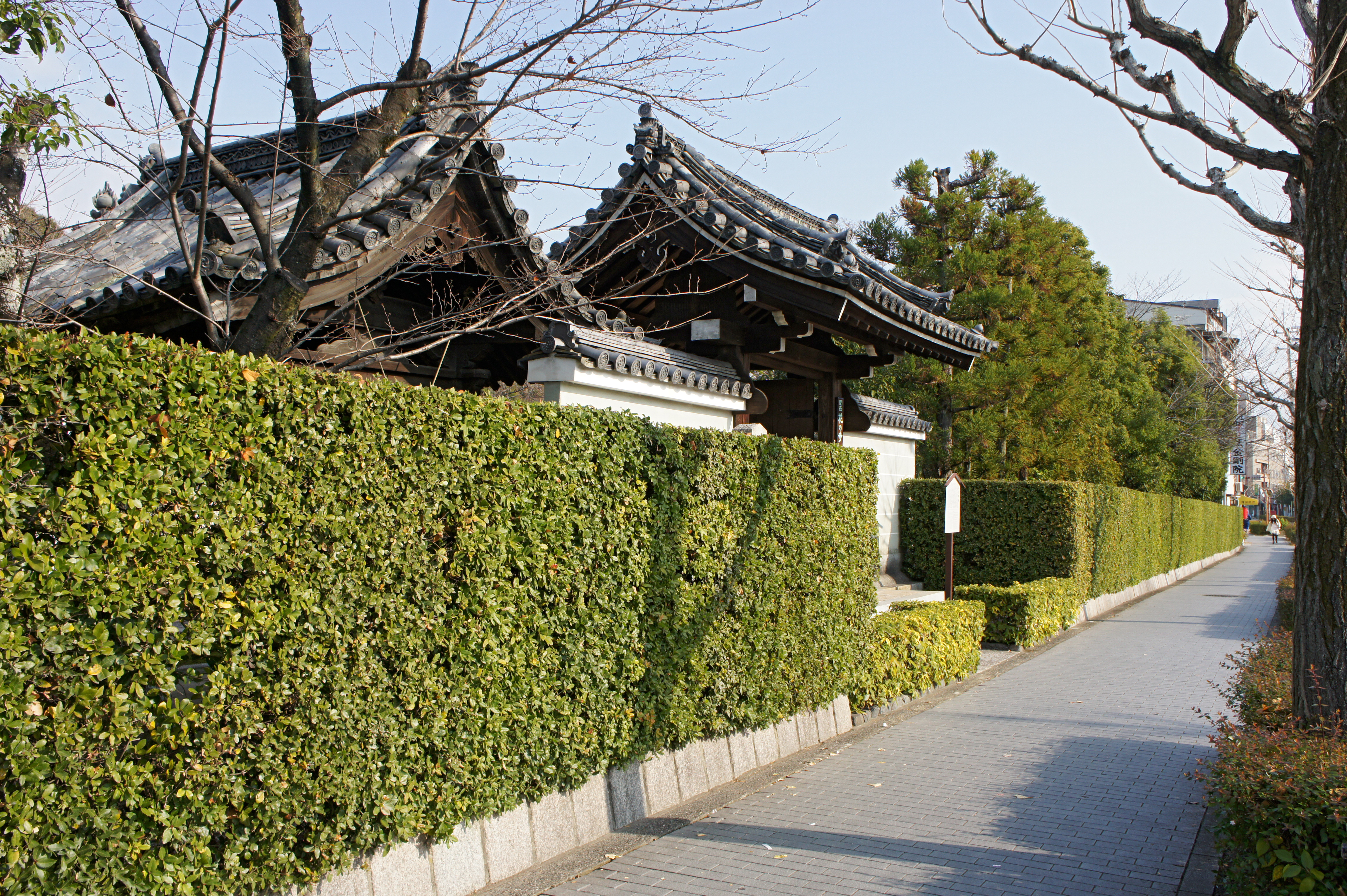